# III Rada Rzeczypospolitej Polskiej
III Rada Rzeczypospolitej Polskiej – powołana została 9 września 1963 r. pod przewodnictwem Adama Pragiera. Składała się z 85 osób: 27 przedstawicieli stronnictw, 14 powołanych przez prezydenta, 17 osób z okręgu Londyn, 3 osoby z okręgu Manchester, 2 osoby z okręgu Edynburg, 8 - byli członkowie Rady, 6 - byli posłowie, 8 - byli premierzy i ministrowie. Pierwsze posiedzenie odbyło się 14 września 1963 r. Rada została rozwiązana 20 lipca 1968 r.

## Sesje
I 14 września 1963 r. - 14 grudnia 1963 r.

II 18 kwietnia 1964 r. - 20 czerwca 1964 r.

III ? - 12 grudnia 1964 r.

IV 24 kwietnia 1965 r. - 5 czerwca 1965 r.

V 2 października 1965 r. - 18 grudnia 1965 r.

VI 2 kwietnia 1966 r. - 18 czerwca 1966 r.

VII 1 października 1966 r. - 3 grudnia 1966 r.

VIII 8 kwietnia 1967 r. - 27 maja 1967 r.

IX 28 października 1967 r. - 16 grudnia 1967 r.

X 27 kwietnia 1968 r. - 8 czerwca 1968 r.

## Członkowie III Rady Rzeczypospolitej Polskiej
| Lp | Nazwisko                       | Partia                        | Uwagi                                     |
| -- | ------------------------------ | ----------------------------- | ----------------------------------------- |
| 1  | Jadwiga Baranowska             | Niezależny Ruch Społeczny     | Wiceprezes III Rady RP                    |
| 2  | Zygmunt Biernacki              | Konwent Walki o Niepodległość |                                           |
| 3  | Józef W.E. Blumski             | Polska Partia Socjalistyczna  |                                           |
| 4  | Henryk Borowik                 | Niezależny Ruch Społeczny     |                                           |
| 5  | Antoni Brochwicz-Lewiński      | Chrześcijańska Demokracja     | Wiceprezes III Rady RP                    |
| 6  | Jan Brzeski                    | Niezależny Ruch Społeczny     | od 25 października 1966 r.                |
| 7  | Tadeusz Bugayski               | Niezależny Ruch Społeczny     |                                           |
| 8  | Zofia Byrowa                   | Związek Ziemi Wschodniej      |                                           |
| 9  | Kazimierz Chodkiewicz          | Ruch Odrodzenia Narodowego    |                                           |
| 10 | Kazimierz Chowaniec            | Niezależny Ruch Społeczny     |                                           |
| 11 | Andrzej Cichowski              | Niezależny Ruch Społeczny     | Wiceprezes III Rady RP                    |
| 12 | Tadeusz Cieloch                | Ruch Odrodzenia Narodowego    |                                           |
| 13 | Witold de Cieni Cieński        | Niezależny Ruch Społeczny     |                                           |
| 14 | Michał Darowski                | Chrześcijańska Demokracja     |                                           |
| 15 | Aleksander Dobrowolski         | Niezależny Ruch Społeczny     |                                           |
| 16 | Józef Dybowski                 | Konwent Walki o Niepodległość |                                           |
| 17 | Władysław Dziadosz             | Konwent Walki o Niepodległość |                                           |
| 18 | Szymon Dzuźniak                | Niezależny Ruch Społeczny     |                                           |
| 19 | Stefan Eichler                 | Chrześcijańska Demokracja     |                                           |
| 20 | Jerzy Epler                    | Niezależny Ruch Społeczny     |                                           |
| 21 | Stefan Gałyński                | Niezależny Ruch Społeczny     |                                           |
| 22 | Jerzy Gawenda                  | Chrześcijańska Demokracja     |                                           |
| 23 | Atanazy Gonta                  | Niezależny Ruch Społeczny     |                                           |
| 24 | Ryszard Grabiec                | Związek Ziem Wschodnich       | do 1967 r.                                |
| 25 | Józefa Izabella Gruszkowa      | Niezależny Ruch Społeczny     |                                           |
| 26 | Halina Gworkowa                | Niezależny Ruch Społeczny     |                                           |
| 27 | Józef Haberling                | Niezależny Ruch Społeczny     | od 25 października 1966 r.                |
| 28 | Halina Janiszewska             | Niezależny Ruch Społeczny     |                                           |
| 29 | Józef Kafel                    | Niezależny Ruch Społeczny     |                                           |
| 30 | Sylwester Karalus              | Ruch Odrodzenia Narodowego    | Sekretarz III Rady RP                     |
| 31 | Franciszek Wiktor Karassek     | Związek Ziem Wschodnich       |                                           |
| 32 | Tadeusz Klimkiewicz            | Niezależny Ruch Społeczny     |                                           |
| 33 | Jan Korczyński                 | Niezależny Ruch Społeczny     |                                           |
| 34 | Wincenty Kostek-Halska         | Polska Partia Socjalistyczna  |                                           |
| 35 | Ludwik Krepski                 | Konwent Walki o Niepodległość |                                           |
| 36 | Zygmunt Kubisz                 | Związek Ziem Wschodnich       | od 27 listopada 1967 r.                   |
| 37 | Witold Letowt                  | Chrześcijańska Demokracja     |                                           |
| 38 | Stanisław Lubodziecki          | Związek Ziem Wschodnich       |                                           |
| 39 | Bronisław Łokaj                | Konwent Walki o Niepodległość |                                           |
| 40 | Władysław Łysakowski           | Konwent Walki o Niepodległość |                                           |
| 41 | Tadeusz Machalski              | Niezależny Ruch Społeczny     | do 1967 r.                                |
| 42 | Janusz Mazowiecki              | Chrześcijańska Demokracja     | od 6 lipca 1965 r.                        |
| 43 | Jan Michalski                  | Niezależny Ruch Społeczny     |                                           |
| 44 | Stefan Michura                 | Konwent Walki o Niepodległość |                                           |
| 45 | Jan Mrówka                     | Niezależny Ruch Społeczny     |                                           |
| 46 | Zygmunt Muchniewski            | Chrześcijańska Demokracja     |                                           |
| 47 | Stanisław Nowak                | Chrześcijańska Demokracja     |                                           |
| 48 | Mieczysław Nowicki             | Chrześcijańska Demokracja     |                                           |
| 49 | Edmund Olszewski               | Niezależny Ruch Społeczny     | od 30 kwietnia 1966 r.                    |
| 50 | Stefan Orłowski                | Ruch Odrodzenia Narodowego    | od 19 października 1965 r.                |
| 51 | Franciszek Osmakiewicz         | Ruch Odrodzenia Narodowego    |                                           |
| 52 | Stanisław Owsianka             | Niezależny Ruch Społeczny     |                                           |
| 53 | Stanisław Oyrzyński            | Ruch Odrodzenia Narodowego    |                                           |
| 54 | Antoni Pająk                   | Polska Partia Socjalistyczna  |                                           |
| 55 | Tadeusz Rudolf Pawłowicz       | Ruch Odrodzenia Narodowego    |                                           |
| 56 | Edward Perkowicz               | Ruch Odrodzenia Narodowego    |                                           |
| 57 | Tadeusz Pietrzykowski          | Ruch Odrodzenia Narodowego    |                                           |
| 58 | Antonina Płońska               | Niezależny Ruch Społeczny     |                                           |
| 59 | Stanisław Pola                 | Związek Ziem Wschodnich       |                                           |
| 60 | Stanisław Pomianowski          | Związek Ziem Wschodnich       |                                           |
| 61 | Adam Pragier                   | Polska Partia Socjalistyczna  | Prezes III Rady RP                        |
| 62 | Janusz Prawdzic-Szlaski        | Związek Ziem Wschodnich       |                                           |
| 63 | Maria Prus-Więckowska          | Ruch Odrodzenia Narodowego    |                                           |
| 64 | Zenon Ryński                   | Niezależny Ruch Społeczny     |                                           |
| 65 | Ludwik Salwik                  | Konwent Walki o Niepodległość |                                           |
| 66 | Edward H. Sas-Świstelski       | Chrześcijańska Demokracja     |                                           |
| 67 | Feliks Sęczkowski              | Chrześcijańska Demokracja     |                                           |
| 68 | Mieczysław Sławiński           | Ruch Odrodzenia Narodowego    | do 16 listopada 1963 r.                   |
| 69 | Jerzy Sochocki                 | Związek Ziem Wschodnich       |                                           |
| 70 | Juliusz Sokolnicki             | Ruch Odrodzenia Narodowego    |                                           |
| 71 | Stanisław Sokołowski           | Ruch Odrodzenia Narodowego    |                                           |
| 72 | Henryk Spaltenstein            | Związek Ziem Wschodnich       |                                           |
| 73 | Witold Szlachetko              | Niezależny Ruch Społeczny     |                                           |
| 74 | Jerzy Ścibor                   | Chrześcijańska Demokracja     |                                           |
| 75 | Helena Śliżyńska               | Niezależny Ruch Społeczny     |                                           |
| 76 | Michał Tokarzewski-Karaszewicz | Konwent Walki o Niepodległość | do 22 maja 1964 r.                        |
| 77 | Leon Tadeusz Tomaszewski       | Związek Ziem Wschodnich       |                                           |
| 78 | Władysław Trippenbach          | Niezależny Ruch Społeczny     |                                           |
| 79 | Eugeniusz Turski               | Konwent Walki o Niepodległość | od 5 lutego 1964 r.                       |
| 80 | Jerzy Udowiczenko              | Polska Partia Socjalistyczna  |                                           |
| 81 | Kazimierz Walczak              | Związek Ziem Wschodnich       |                                           |
| 82 | Jan Walewski                   | Niezależny Ruch Społeczny     | Wiceprezes III Rady RP                    |
| 83 | Bronisław Wanke                | Konwent Walki o Niepodległość | Wiceprezes III Rady RP                    |
| 84 | Bohdan Wendorff                | Chrześcijańska Demokracja     |                                           |
| 85 | Aleksander Wierzbicki          | Niezależny Ruch Społeczny     | od 30 kwietnia 1966 r., ustąpił w 1966 r. |
| 86 | Witold Więckowski              | Niezależny Ruch Społeczny     | od 19 listopada 1966 r.                   |
| 87 | Wacław Wismont Lesiński        | Konwent Walki o Niepodległość |                                           |
| 88 | Janusz Witołd Alexandrowicz    | Chrześcijańska Demokracja     | do 1967 r.                                |
| 89 | Kazimierz Wojakowski           | Niezależny Ruch Społeczny     | do 1966 r.                                |
| 90 | Józef Wnuk                     | Niezależny Ruch Społeczny     |                                           |
| 91 | Jan Zalewski                   | Niezależny Ruch Społeczny     |                                           |
| 92 | Aleksander Zawisza             | Ruch Odrodzenia Narodowego    |                                           |
| 93 | Józef Ryszard Zawisza          | Niezależny Ruch Społeczny     | od 16 maja 1967 r.                        |
| 94 | Jan Zieliński                  | Polska Partia Socjalistyczna  |                                           |
| 95 | Kazimierz Zwierowicz           | Niezależny Ruch Społeczny     | do 1966 r.                                |